# Bembecia ichneumoniformis
Espèce
Bembecia ichneumoniformis , la Sésie ichneumon ou Sésie ichneumoniforme, est une des nombreuses espèces de lépidoptères (papillons) du genre Bembecia, de la famille des Sesiidae.

## Description
Comme tous les papillons de cette famille, la Sésie ichneumoniforme ressemble plus par son aspect et par son vol à un hyménoptère qu'à un lépidoptère.
Son nom vient du fait que sa forme et ses couleurs, ainsi que la structure de ses ailes évoquent certains ichneumonidés, et non un papillon.
Les ailes sont partiellement dépourvues d'écailles (transparentes dans ces zones) et de forme plus étroite et allongée que celles des autres familles de papillons.
Il est probable que les bandes jaunes et noires alternées le protègent de certains prédateurs qui associent ces couleurs à celles d'animaux dotés de dards et de venin tels que les guêpes et abeilles.
Ces papillons sont dotés d'antennes relativement épaisses. Les mâles sont sensibles à certaines molécules, dont certaines attirent également d'autres espèces de papillons (Tineidae et Choreutidae).

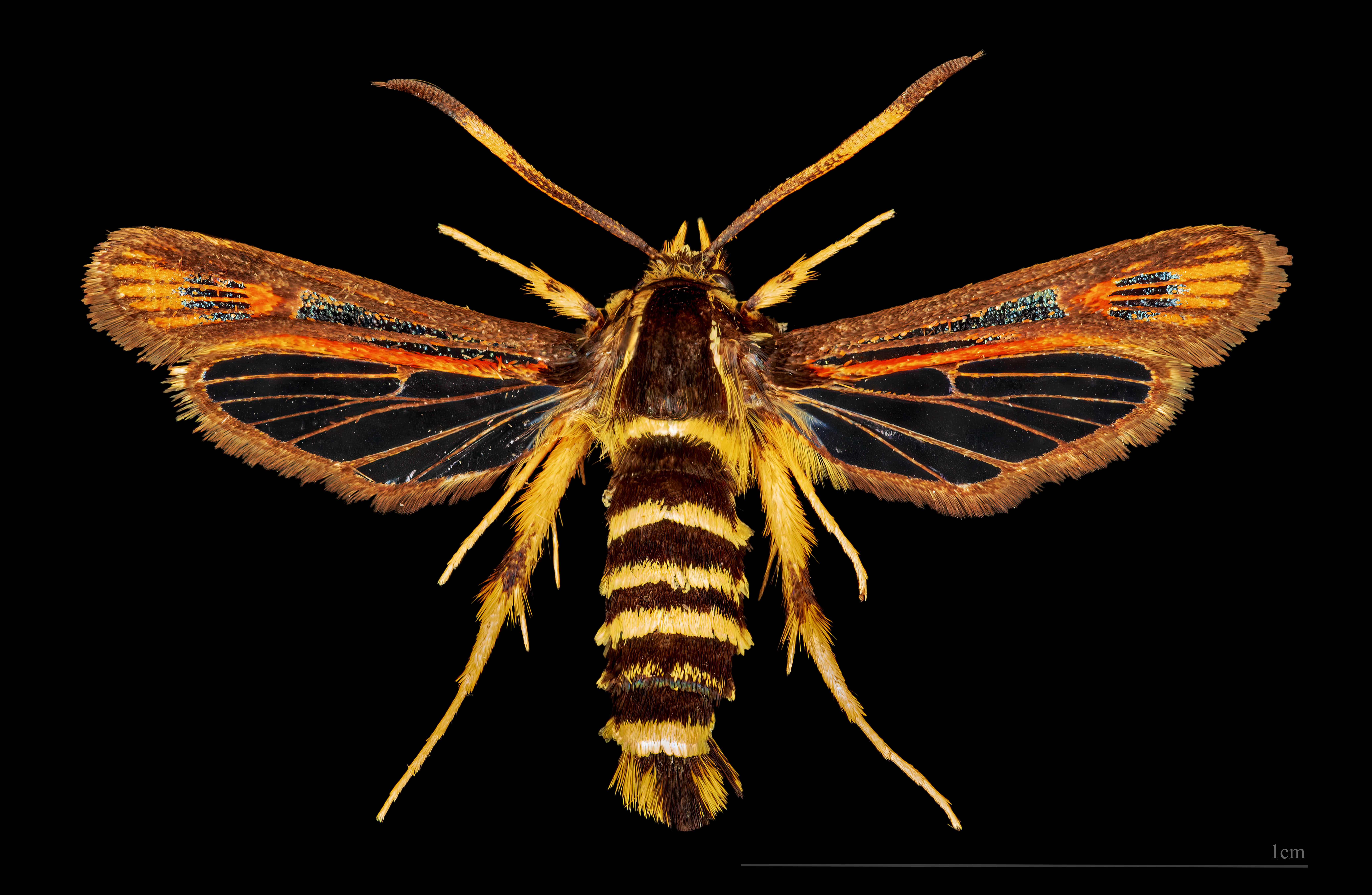
Avers du mâle MHNT
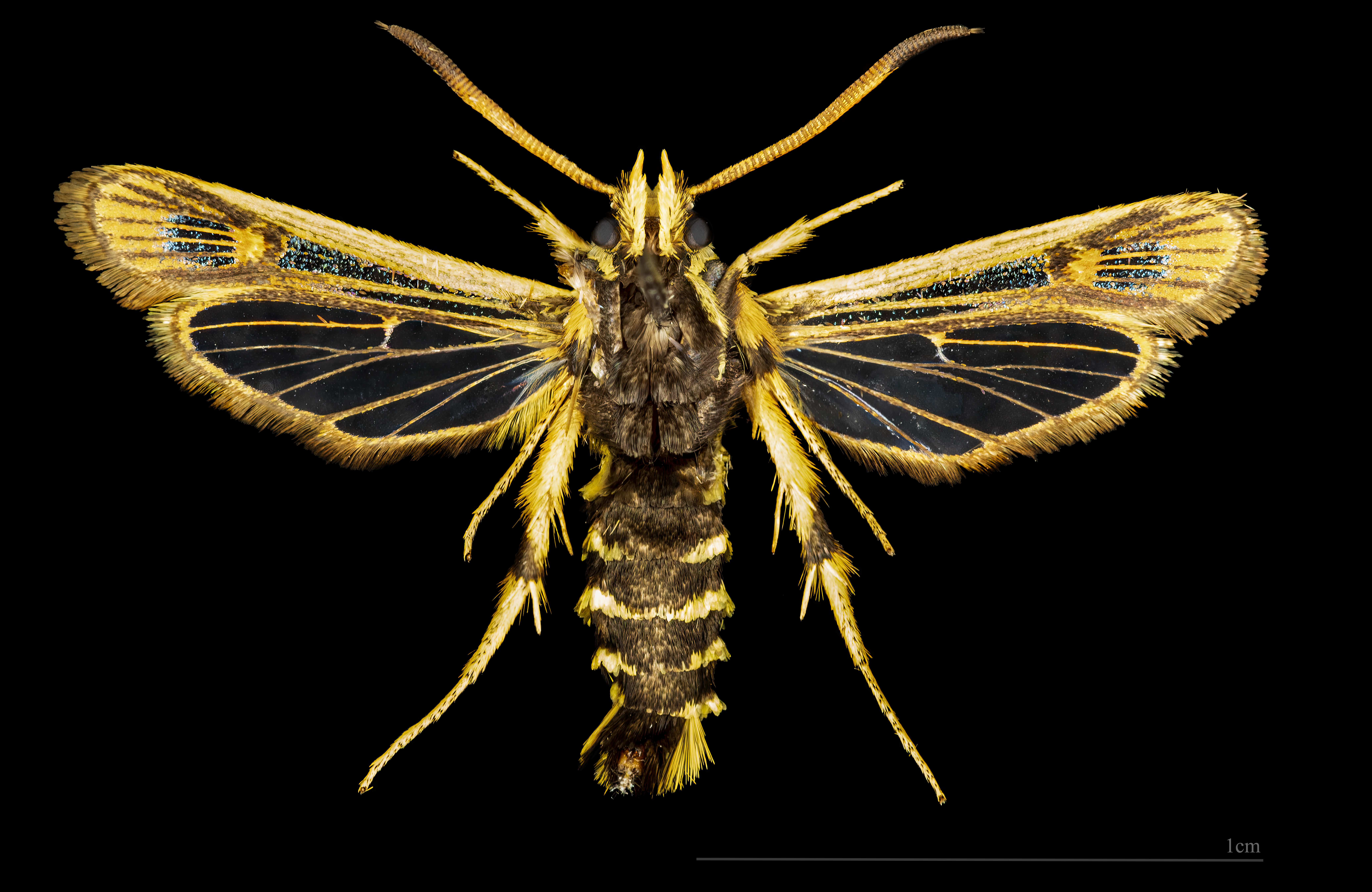
Revers du mâle MHNT

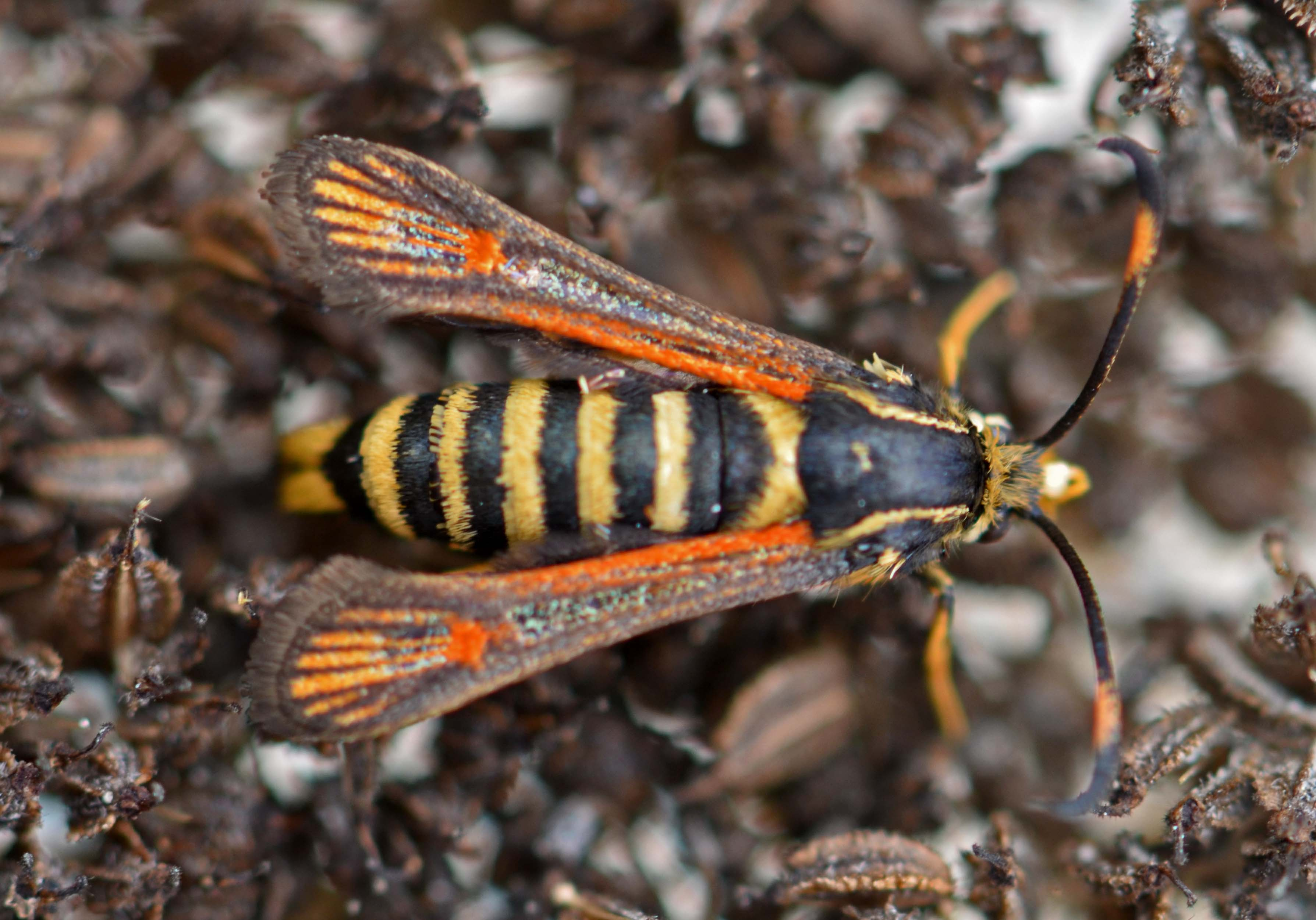
Femelle
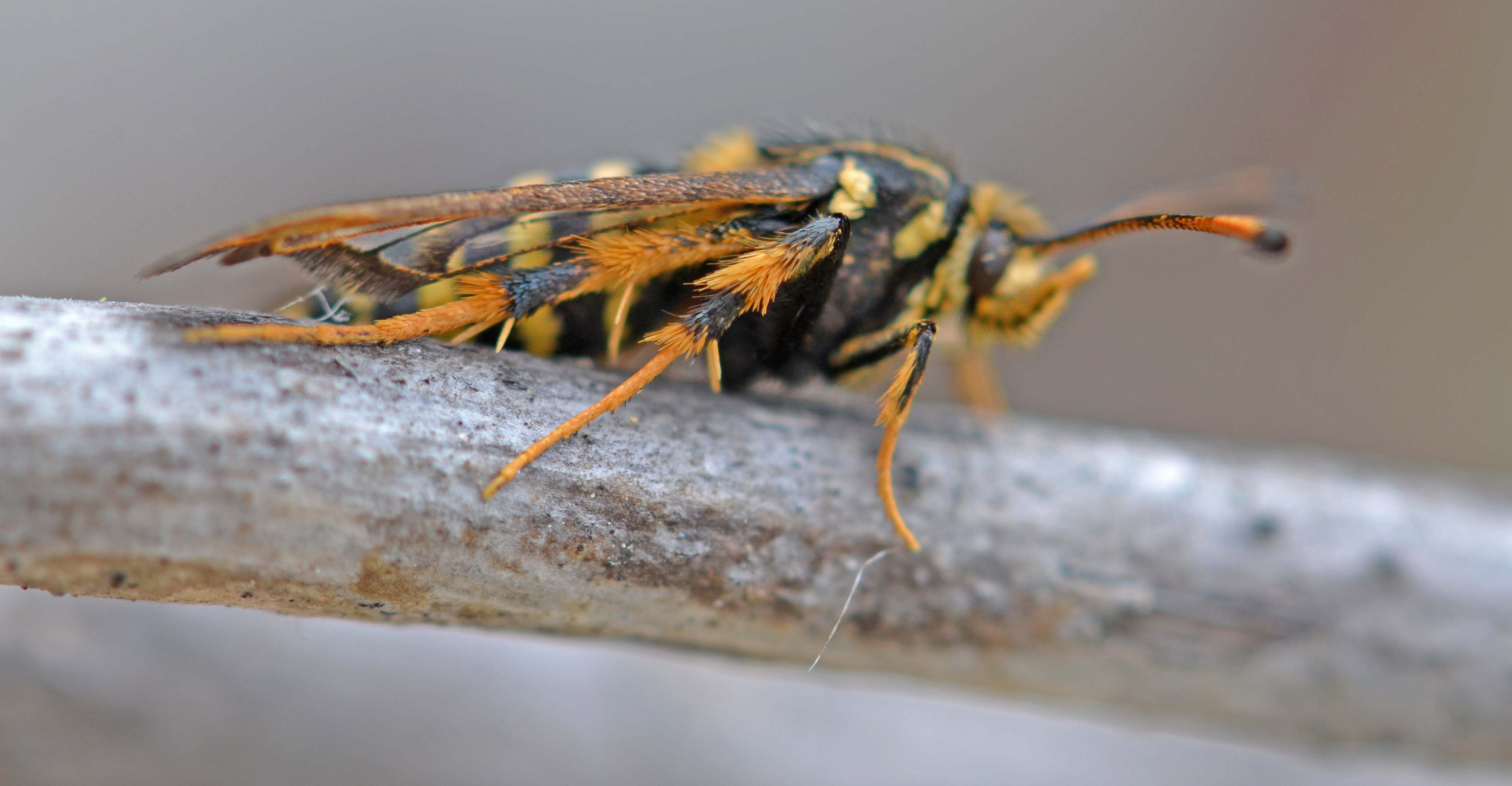
Vu de profil
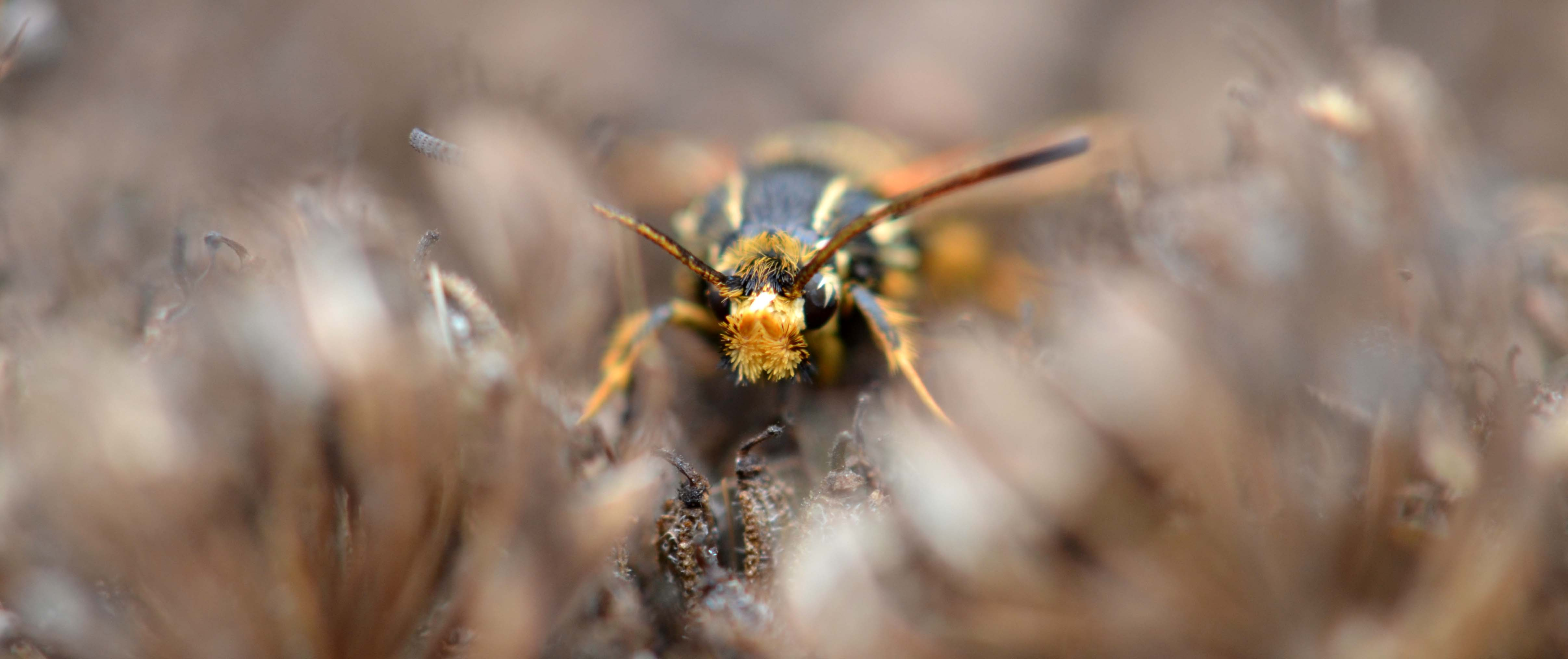
Touffe d'écailles caractéristique, tête vue de face
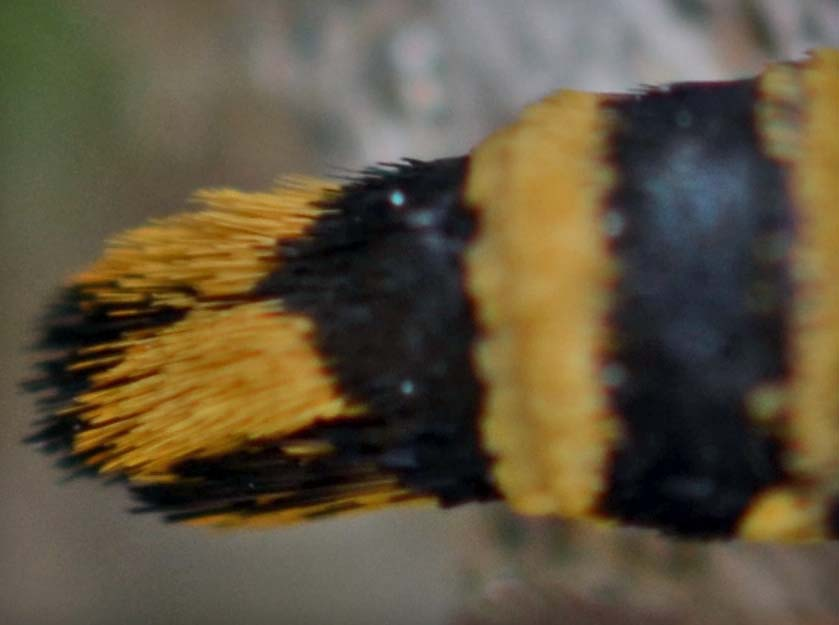
Partie terminale de l’abdomen de la femelle
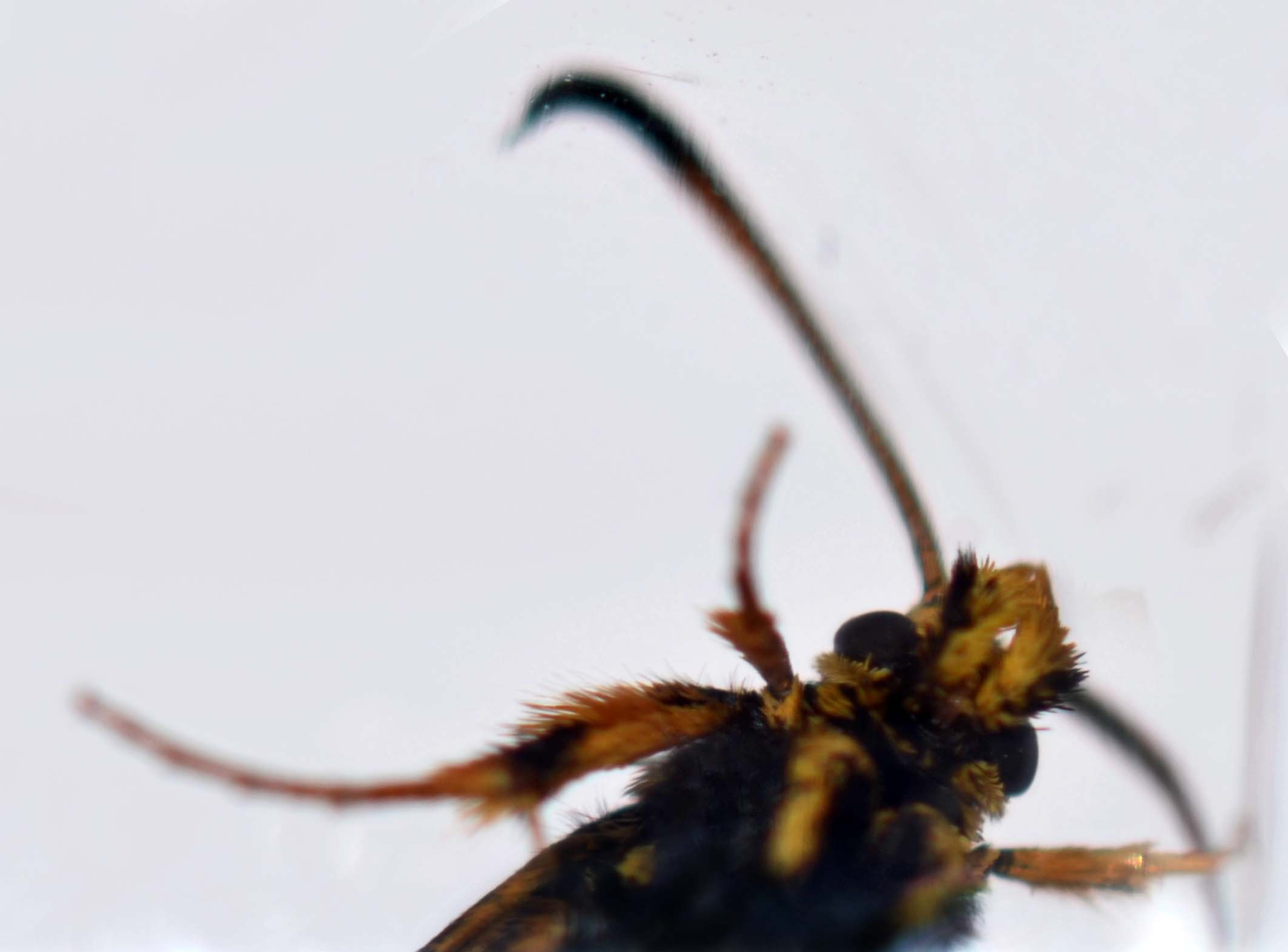
Tête vue de dessous

## Nourriture
La chenille se nourrit de racines : du lotier corniculé (Lotus corniculatus), de l'anthyllide vulnéraire (Anthyllis vulneraria), du fer à cheval (Hippocrepis comosa).

## Parasitoses
La chenille peut être parasitée par d'autres insectes, des Tachinidae notamment ; Bithia demotica et B. proletaria, B. glirina ou Leskia aurea par exemple.

## Synonyme
- Sphinx ichneumiformis Denis & Schiffermuller, 1775

## Première publication
(de) Denis JNCM & Schiffermüller I, Ankündung eines systematischen Werkes von den Schmetterlingen der Wienergegend, herausgegeben von einigen Lehrern am k. k. Theresianum - p. 1-322 (1775) Texte complet